# Olivia Powell
Olivia Powell (* 31. Dezember 1967 in Heidelberg) ist eine deutsch-amerikanische Moderatorin und Synchronsprecherin.

## Leben
Powell begann ihre Tätigkeit beim Radio 1985 als Schülerin bei Radio Tele Allgäu. Nach dem Studium in München und Köln, welches sie mit dem akademischen Grad Diplom-Sozialpädagogin abschloss, volontierte sie 1993 bei OK Radio Hamburg. 1994 wechselte sie zum NDR (N-Joy Radio) als Moderatorin. Von 1996 bis Ende 1999 war sie in Los Angeles als Auslandskorrespondentin tätig, danach arbeitete sie u. a. bei Antenne Bayern, Rockantenne, Gong 96,3 München als Moderatorin und beim Funkhaus Regensburg als Moderatorin und Programmkoordinatorin. Von April 2008 bis Dezember 2011 moderierte sie bei Hit-Radio Antenne und ist nach weiteren Stationen bei Antenne 1 und Antenne NRW seit 2022 Moderatorin und Redakteurin der landesweiten Frühsendung von SWR4 Baden-Württemberg.
Neben ihrer Arbeit als Moderatorin ist Olivia Powell seit 1993 als Sprecherin tätig. Sie ist als Voice-over für TV und Internet, in Werbespots für Funk, TV und Kino sowie als Station-Voice diverser TV- und Radiosender und als Synchronsprecherin für TV, Kino und Computerspiele zu hören.